# Vezuvijan
Vezuvijan je zeleni, smeđi, žuti ili plavkastozeleni sorosilikatni mineral, kemijske formule Ca19(Al,Mg,Fe,Ti) 13[(SiO4)10(Si2O7)4](O,OH)10.
Silicij ponekad može biti zamijenjen borom, natrijem ili kalcijem. 

## Postanak i nalazišta
Kristalizira u tetragonskom kristalnom sustavu, a pojavljuje se u kontaktno-metamorfnim vapnencima i dolomitima (tj. karbonatima) na kontaktu s eruptivima.  Prvi put je otkriven u vapnenačkim blokovima unutar lave na Vezuvu, Italija. 
Dolazi u asocijaciji s wollastonitom, diopsidom ili kalcitom. 
Kod Bora, Srbija, u bakrenim ležištima nađeni su kristali vezuvijana veliki i nekoliko centimetara.
Vezuvijan je u zoni trošenja stabilan mineral.

## Varijeteti
Plavkasti varijetet poznat je pod imenom ciprin i prvi put je pronađen kod Franklina, New Jersey. Plava boja dolazi mu od bakrenih nečistoća.
Kalifornit je ime koje se ponekad koristi za žadolike vezuvijane, a znamo ga i pod imenom  kalifornijski žad, američki žad ili vezuvijanski žad.
Ksantit je manganom bogati varijetet.
Idokras je stariji sinonim za dragulje vezuvijana.

## Vanjske povezice
- Webmineral (engl.)
- Mineral galleries  Arhivirana inačica izvorne stranice od 23. prosinca 2008. (Wayback Machine) (engl.)
- Mindat - lokacije (engl.)
- Vezuvijan kod Franklina (engl.)
- Mindat - Ciprin varijetet (engl.)